# Departamento H
O Departamento H é um órgão governamental  fictício das histórias em quadrinhos do Universo Marvel, publicadas pela Marvel Comics. Aparece principalmente nas histórias da Tropa Alfa, X-Men e Wolverine.

## História
O Departamento H é um órgão do governo do Canadá. Desconhecido do grande público, é o setor responsável por todas as atividades referentes a super-humanos em solo canadense. O Departamento ganhou notoriedade após ter participação ativa no programa Arma Extra, em especial o Arma X. Foi em uma de suas bases que o mutante Logan foi preso e torturado, recebendo os implantes de Adamantium em seu esqueleto. Há boatos que lá o programa X-23 foi implantado. Lá também foi criado o Deadpool .
O departamento é o responsável direto pelas ações da Tropa Alfa, a equipe de super-heróis do governo canadense, que tem como base uma de suas instalações. Um típico órgão governamental, o Departamento já tentou manipular as ações da Tropa por várias vezes. Essa manipulação atingiu seu ápice no período em que o departamento foi chefiado pelo General Clarke. Nessa fase, o grupo atuou através de constantes lavagens cerebrais, de maneira a cumprir missões para governo sem questionamentos éticos.
Após a saga onde a Feiticeira Escarlate alterou a realidade, Wolverine começou a lembrar a sua vida inteira. Foi isso que o levou de volta as portas do Departamento e viu que as lembranças podem ser muito assustadoras.

## Outras versões

### Millennial Visions
Em um futuro alternativo, o Departamento H aparece, ainda como uma agência de governo, mas tentando destruir a Tropa Alfa. Esta  realidade estava localizada na Terra-1041.

## Outras midias

### Videogame
- O Departamento H é citado no jogo X-Men Legends II: Rise of Apocalypse

### Desenhos animados
- No desenho X-Men: Animated Series, Wolverine é levado para o Departamento H.
- Aparece no DVD animado Hulk Vs., de 2009, no curta Hulk Vs Wolverine.

### Filmes
- Apareceu no filme solo do Deadpool